# Mountrail County
Mountrail County ist ein County im Bundesstaat North Dakota der Vereinigten Staaten. Der Verwaltungssitz (County Seat) ist Stanley.

## Geographie
Das County liegt im mittleren Nordwesten von North Dakota und hat eine Fläche von 5027 Quadratkilometern, wovon 303 Quadratkilometer Wasserfläche sind. Es grenzt im Uhrzeigersinn an folgende Countys: Burke County, Ward County, McLean County, Dunn County, McKenzie County und Williams County.

## Geschichte
Mountrail County wurde am 4. Januar 1873 gebildet. Benannt wurde es nach Joseph Mountraille, einem damals prominenten frankokanadischem Pelzhändler und Kurier, der das Dakota-Territorium bereiste. Am 30. November 1892 wurde das County aufgelöst und am 25. Januar 1909 erneut geschaffen.
Drei Bauwerke und Stätten des Countys sind insgesamt im National Register of Historic Places eingetragen (Stand 29. März 2018).

## Demografische Daten

Alterspyramide des Mountrail County

Nach der Volkszählung im Jahr 2000 lebten im Mountrail County 6631 Menschen in 2560 Haushalten und 1753 Familien. Die Bevölkerungsdichte betrug 1 Einwohner pro Quadratkilometer. Ethnisch betrachtet setzte sich die Bevölkerung zusammen aus 65,99 Prozent Weißen, 0,09 Prozent Afroamerikanern, 29,98 Prozent amerikanischen Ureinwohnern, 0,21 Prozent Asiaten, 0,05 Prozent Bewohnern aus dem pazifischen Inselraum und 0,26 Prozent aus anderen ethnischen Gruppen; 3,42 Prozent stammten von zwei oder mehr Ethnien ab. 1,31 Prozent der Bevölkerung waren spanischer oder lateinamerikanischer Abstammung.
Von den 2560 Haushalten hatten 31,8 Prozent Kinder und Jugendliche unter 18 Jahre, die bei ihnen lebten. 51,8 Prozent waren verheiratete, zusammenlebende Paare, 11,8 Prozent waren allein erziehende Mütter, 31,5 Prozent waren keine Familien, 28,5 Prozent waren Singlehaushalte und in 14,6 Prozent lebten Menschen im Alter von 65 Jahren oder darüber. Die Durchschnittshaushaltsgröße betrug 2,53 und die durchschnittliche Familiengröße lag bei 3,09 Personen.
Auf das gesamte County bezogen setzte sich die Bevölkerung zusammen aus 28,1 Prozent Einwohnern unter 18 Jahren, 6,8 Prozent zwischen 18 und 24 Jahren, 23,2 Prozent zwischen 25 und 44 Jahren, 24,2 Prozent zwischen 45 und 64 Jahren und 17,7 Prozent waren 65 Jahre alt oder darüber. Das Durchschnittsalter betrug 40 Jahre. Auf 100 weibliche Personen kamen 96,8 männliche Personen. Auf 100 Frauen im Alter von 18 Jahren oder darüber kamen statistisch 95,1 Männer.
Das jährliche Durchschnittseinkommen eines Haushalts betrug 27.098 USD, das Durchschnittseinkommen der Familien betrug 31.864 USD. Männer hatten ein Durchschnittseinkommen von 24.750 USD, Frauen 20.844 USD. Das Prokopfeinkommen betrug 13.422 USD. 14,0 Prozent der Familien und 19,3 Prozent Familien lebten unterhalb der Armutsgrenze. Davon waren 23,4 Prozent Kinder oder Jugendliche unter 18 Jahre und 18,3 Prozent waren Menschen über 65 Jahre.

## Sehenswürdigkeiten
First English Free Lutheran Church (Lostwood)